# Vladimir Kirillovitsj van Rusland

Vladimir Kirillovitsj Romanov (Russisch: Владимир Кириллович, Vladimir Kirillovitsj) (Porvoo, 30 augustus 1917 — Miami, 21 april 1992) was een achterkleinzoon van de Russische tsaar Alexander II. Hij was van 1924 tot aan zijn dood in 1992 Russisch troonpretendent.
Grootvorst Vladimir werd geboren in Finland, kort na de Russische Februarirevolutie, als zoon van grootvorst Kirill en diens vrouw Victoria. Hij groeide eerst op in Coburg en vervolgens in Parijs. Sinds 1924 werd hij in monarchistische kringen gezien als de Russische troonopvolger. Na de dood van zijn vader Cyril in 1938 werd hij hoofd van het huis Romanov.
Op 13 augustus 1948 huwde hij Leonida Georgievna Bagration-Moechranski (1914-2010), een afstammelinge van de koningen van Georgië. Uit dat huwelijk werd op 23 december 1953 hun dochter Maria Vladimirovna geboren.
Op 5 juni 1991 werd de grootvorst door de Russische monarchisten tot tsaar Vladimir I van Rusland uitgeroepen. In 1992 stierf hij aan de gevolgen van een hartinfarct. Hij werd als eerste Romanov sinds het einde van de tsarentijd bijgezet in de Petrus-en-Pauluskathedraal in Sint-Petersburg.